# Жених з того світу
«Жених з того світу» (рос. Жених с того света) — радянська кінокомедія режисера Леоніда Гайдая, знята в 1958 році.
Це єдиний фільм режисера, що зазнав суттєвого цензурування. З повнометражної стрічки, де іронічно обігрувалася тема радянської бюрократії, під тиском міністра культури СРСР Миколи Михайлова було вилучено стільки матеріалу, що вона перетворилася на короткометражну.

## Сюжет
Екскурсовод підводить групу туристів до будинку, в якому раніше була установа «КУКУ» (Кустове управління курортними установами). Оповідач розказує яка ж історія там відбулася.
Голова установи «КУКУ» Семен Пєтухов вирушає в триденну відпустку з нагоди одруження, а виконувати свої обов'язки лишає колегу Петра Фікусова. Перед цим Фікусов дає підписати путівку з помилкою — там написано «Матвєєв» замість «Матвєєва». Пєтухов переконує Матвєєву привезти правильний документ і повчає Фікусова робити так само. Хоча він міг просто підписати путівку, пересвідчившись, що перед ним жінка.
Невдовзі авто збиває чоловіка, що вкрав документи начальника «КУКУ». Фікусов помилково підтвердив, що це той самий Пєтухов, навіть не глянувши на тіло. Живий Пєтухов тим часом робить пропозицію одружитися своїй знайомій Вірі і вона дає згоду. Дорогою додому він виявляє зникнення документів.
Фікусов уже замовив похорони Пєтухова та репетирує промову, коли начальник раптово повертається. Фікусов наполягає, що Пєтухова не існує, бо він мертвий за документами. Вже готові вінки і оркестр, а співробітники «КУКУ» змирилися зі смертю свого начальника. Відійшовши від шоку, Пєтухов висловлює невдоволення недостатньо пишними похоронами. Потім він хоче повернути свої документи, але для цього йому необхідна довідка з місця роботи. Отримати її він не може, бо формально вже там не працює. Крім того Пєтухов більше не отримує зарплату.
У спробі довести своє існування бюрократичними способами Пєтухов починає добувати довідку про те, що він живий. Не дозволивши своїм товаришам по службі просто знищити свідоцтво про смерть, він вирушає до лікарні на обстеження, де його вважають за божевільного. Лікарі, без сумніву, визначають, що Пєтухов живий, але не можуть засвідчити, що це той самий Пєтухов. Фікусов відповідає начальнику його ж словами: на все необхідний документ, навіть на очевидні речі.
Головний герой опиняється в замкнутому колі, від нього йде наречена, яка не бажає мати нічого спільного з «небіжчиком». Пєтухов готується померти по-справжньому. Ситуацію рятує міліціонер, який, дізнавшись про ситуацію, просто рве свідоцтво про смерть. Після цього установу закривають разом з подібними установами, розташованими в тій же будівлі. Там відкривають готель «Чайка», а Пєтухов стає екскурсоводом.

## У ролях
- Ростислав Плятт — Семен Данилович Пєтухов
- Георгій Віцин — Петро Петрович Фікусов
- Олександра Данилова — Віра Анатоліївна